# 그리셀다 시칠리아니
그리셀다 시실리아니(Griselda Siciliani, 1978년 4월 2일 ~ )는 아르헨티나의 배우, 가수, 댄서이다.